# سعيد أبو بكر زكريا
سعيد أبو بكر زكريا داعية إسلامي حنبلي، وأحد كبار علماء المعهد الإسلامي العنبرية في تامالي عاصمة غانا. هو الزعيم الروحي للعنبرية أهل السنة والجماعة في غانا. حصل زكريا على منحة للدراسة في الجامعة الإسلامية في المدينة المنورة في سبعينيات القرن العشرين، عاد إلى المعهد العتبري لتعليم بعد تخرجه في عام 1985م وحصوله على شهادة البكالوريوس في الشريعة الإسلامية، وعلى درجة الماجستير في الفقه الإسلامي. تولى زكريا وظيفة إمام وخطيب أحد مساجد كندا في الفترة من عام 1997م وحتى مايو 2007، حيث عاد إلى غانا لرئاسة المعهد الإسلامي العنبرية.

## مؤلفاته
- الفناء عند الصوفية وموقف السلف منه: نشر عام 1985م، من قبل جامعة الإمام محمد بن سعود الإسلامية.[1]